# Clearmont
|  | Per a altres significats, vegeu «Clearmont (Missouri)». |

Clearmont és un poble (town) del Comtat de Sheridan a l'estat de Wyoming. Segons el cens del 2000 tenia 115 habitants.

## Demografia
Segons el cens del 2000, Clearmont tenia 115 habitants, 50 habitatges, i 29 famílies. La densitat de població era de 296 habitants/km².
Dels 50 habitatges en un 28% hi vivien nens de menys de 18 anys, en un 36% hi vivien parelles casades, en un 14% dones solteres, i en un 42% no eren unitats familiars. En el 40% dels habitatges hi vivien persones soles el 10% de les quals corresponia a persones de 65 anys o més que vivien soles. El nombre mitjà de persones vivint en cada habitatge era de 2,3 i el nombre mitjà de persones que vivien en cada família era de 3.
Per edats la població es repartia de la següent manera: un 26,1% tenia menys de 18 anys, un 6,1% entre 18 i 24, un 32,2% entre 25 i 44, un 28,7% de 45 a 60 i un 7% 65 anys o més.
L'edat mediana era de 40 anys. Per cada 100 dones de 18 o més anys hi havia 93,2 homes.
La renda mediana per habitatge era de 40.833 $ i la renda mediana per família de 44.167 $. Els homes tenien una renda mediana de 26.250 $ mentre que les dones 20.500 $. La renda per capita de la població era de 12.901 $. Entorn del 19,4% de les famílies i el 20% de la població estaven per davall del llindar de pobresa.

## Poblacions properes
El següent diagrama mostra les poblacions més properes.